# ناتسو

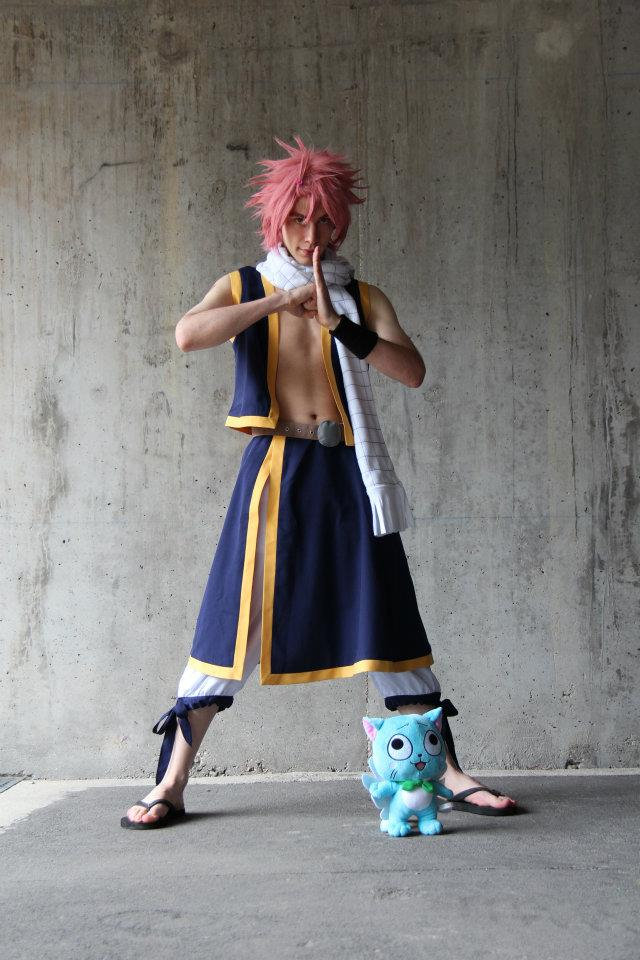
هذه صور كوسبلاي لشخصية ناتسو

ناتسو دراغنيل (ナツ・ドラグニル) هو الشخصية الرئيسية لمانجا وأنمي فايري تيل، شعره وردي اللون.